# Národní park Stolové hory

Logo národního parku

Národní park Stolové hory (polsky Park Narodowy Gór Stołowych) založený 16. září 1993 je jedním z 23 národních parků na území Polska. Leží na hranici s Českou republikou a sousedí s Chráněnou krajinnou oblastí Broumovsko.

## Poloha
Národní park se rozkládá v Orlické oblasti (též Střední Sudety) v severozápadním Kladsku na česko-polské hranici. Stolovými horami se na polském území rozumí jihozápadní část rozlehlé pískovcové desky vyplňující vnitrosudetskou pánev mezi Krkonošemi, Bystřickými a Orlickými horami. Její česká část se jmenuje Broumovská vrchovina a je taktéž chráněna. Na polské straně je nejzápadnějším místem horské pásmo jménem Závora. Správa parku sídlí na adrese: Dyrektor Parku Narodowego Gór Stołowych, ul. Słoneczna 31, 57-350 Kudowa Zdrój.

## Historie
Národní park Stolové hory byl založen dne 16. září 1993 nařízením vlády přetvořením stávající Chráněné krajinné oblasti Stolové hory. Jeho rozloha zabírá cca 63 km² povrchu s nejvyššími vrcholy - Szczeliniec Wielki, 919 m n. m. (česky Velká Hejšovina) a Skalniak, 915 m n. m. Uvnitř hranic parku se taktéž nachází jihozápadní část Stolových hor vzniklých z magmatu - granodioritů (Krucza Kopa). Mimo jeho hranice leží nevelká, nevysoká, jihovýchodní část Stolových hor a dvě enklávy, které zahrnují region Karlowa a pískovcový lom "Radków".
V okolí parku jsou populární lázně: Polanica-Zdrój, Dušníky (Duszniki-Zdrój), Levín (Lewin-Kłodzki), Lázně Chudoba (Kudowa-Zdrój). Kromě Stolových hor se na území parku nachází již skoro vylidněná ves Pstrążna (česky Stroužná), v níž je zřízen skanzen s místní horskou lidovou architekturou.

## Krajina a geologická stavba
Název Stolové hory vystihuje charakter krajiny, jejímiž typickými prvky jsou rozlehlé nížiny a nad nimi se tyčící strmé stěny stolových hor s plochými vrcholy. Reliéfy, které jsou obohacené rozmanitými formami eroze pískovců ve formě hlubokých štěrbin, bludišť a skalních bloků, nebo osamělých skal o nevídaných tvarech, dělají Stolové hory výjimečnými v rozsahu celého Polska. Reliéfy jsou obrazem deskového charakteru geologické stavby, která je spojena se sedimentačním původem skal. Nejznámějšími skalními městy jsou Błędne Skały (Bludné skály) a Velká Hejšovina.
V období svrchní křídy představovalo toto území část velkého moře. Přitékající řeky z blízkých ledových území přinášely erodovaný materiál, který se usazoval na jeho dně. Výsledkem toho jsou tři vrstvy pískovců: spodní, střední a vrchní vzniklé z hrubozrnných sedimentů oddělených drobnozrnným slínem. Pískovce jsou fakticky uloženy horizontálně a díky častým vertikálním prasklinám jsou nazývány kvádrové. Slínové skály v jihozápadní části hor se spojují v jeden komplex o značné mocnosti. Současnou podobu hor po ústupu moře po desítky milionů let formovala eroze sedimentární horniny a ukládání v období alpinského vrásnění.

## Fauna

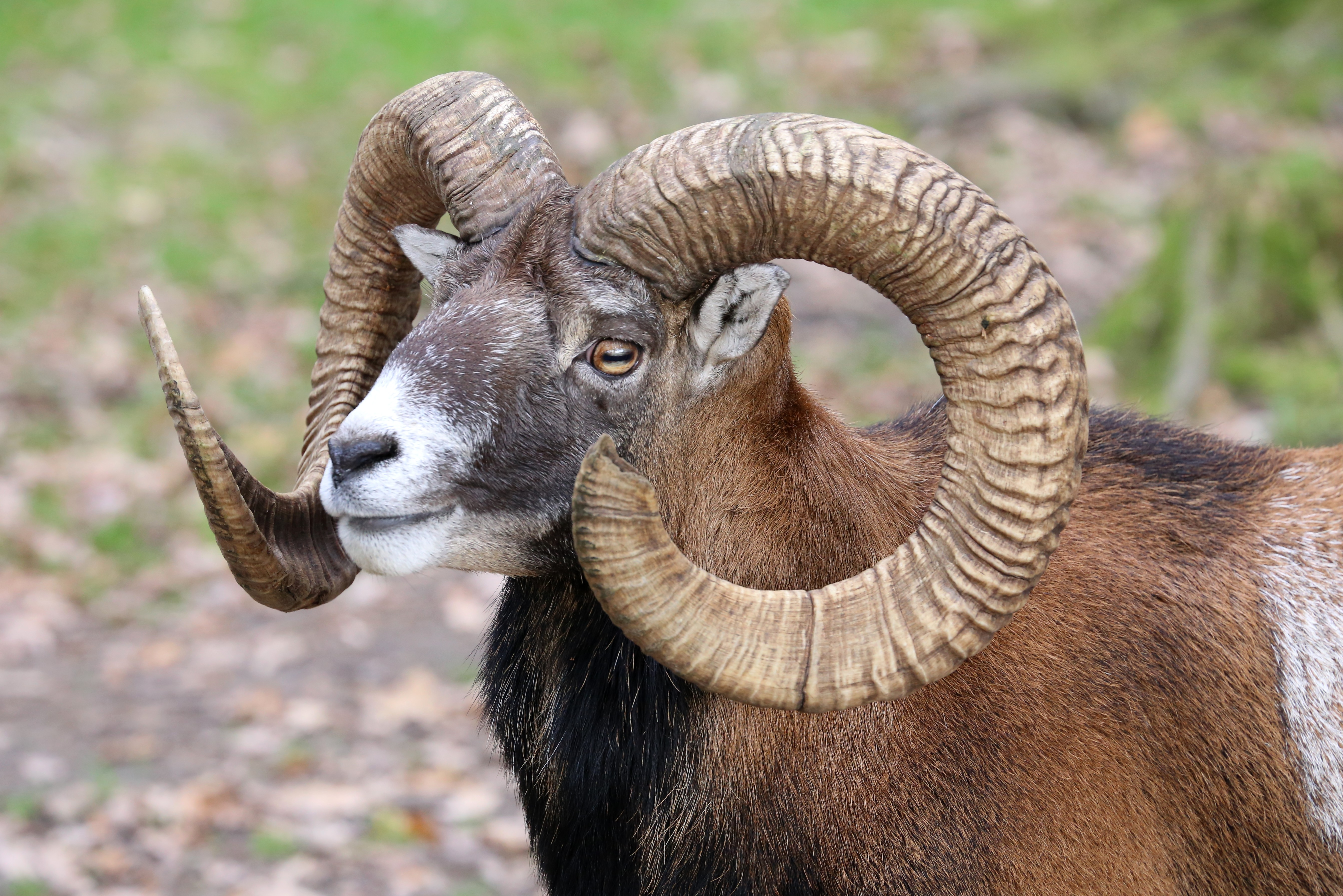
Muflon evropský

Na území Národního parku v rozlehlých a celistvých lesích se běžně vyskytují jeleni, divoká prasata, srny, lišky, veverky (černé i červené) a drobní hlodavci. Hlavně z důvodu nočního způsobu života se obtížněji pozorují příslušníci lasicovitých: jezevci, kuny, tchoři, lasice a hranostaji. Z hmyzožravých savců je zde též častý výskyt ježků, zřídka rejsků. V charakteristickém prostředí puklin a trhlin pískovcových skal ve Stolových horách přebývají netopýři. Cenným prvkem fauny savců jsou malí, veverkám podobní tvorové, kteří obývají fragmenty listnatých a smíšených lesů: plšíci, velmi ojedinělý plch velký a plch lesní. Na česko-polské hranici má své útočiště muflon dovezený z Korsiky a v horách aklimatizovaný druh horské ovce.